# 앱이미지
앱이미지(AppImage, 구 명칭: klik 및 PortableLinuxApps)는 리눅스에서 휴대용 소프트웨어를 배포하기 위한 오픈 소스 포맷이다. 업스트림 패키징이라고 불리는 개념인 특정 리눅스 배포판과 독립적으로 바이너리 소프트웨어를 설치할 수 있도록 하는 것을 목표로 한다. 결과적으로, 다른 파일을 사용할 필요 없이 하나의 앱이미지를 우분투, 아치 리눅스 및 레드햇 엔터프라이즈 리눅스에 설치하고 실행할 수 있다. 이는 기본 리눅스 배포판과 독립적인, 루트를 사용하지 않고 설치하는 형식을 목표로 한다.
2004년에 klik이라는 이름으로 처음 출시되었으며 지속적으로 개발된 후 2011년에 PortableLinuxApps로 이름이 바뀌고 2013년에 앱이미지로 이름이 변경되었다. 버전 2는 2016년에 출시됐다.

## 같이 보기
- 스냅 (소프트웨어)